# Pilsjön
Pilsjön är en sjö i Åsele kommun i Lappland och ingår i Lögdeälvens huvudavrinningsområde. Sjön har en area på 0,119 kvadratkilometer och ligger 466,2 meter över havet. Sjön avvattnas av vattendraget Vaksjöbäcken.

## Delavrinningsområde
Pilsjön ingår i det delavrinningsområde (714722-158939) som SMHI kallar för Utloppet av Vaksjön. Medelhöjden är 452 meter över havet och ytan är 25,54 kvadratkilometer. Det finns inga avrinningsområden uppströms utan avrinningsområdet är högsta punkten. Vaksjöbäcken som avvattnar avrinningsområdet har biflödesordning 2, vilket innebär att vattnet flödar genom totalt 2 vattendrag innan det når havet efter 164 kilometer. Avrinningsområdet består mestadels av skog (65 procent) och sankmarker (16 procent). Avrinningsområdet har 2,6 kvadratkilometer vattenytor vilket ger det en sjöprocent på 10,2 procent.